# Vicarage Road
Vicarage Road è uno stadio multifunzione britannico di Watford, cittadina inglese dell'Hertfordshire a pochi chilometri da Londra.
È l'impianto interno del club calcistico del Watford e fu condiviso, dal 1997 al 2012, con la compagine rugbistica dei Saracens, successivamente emigrati al Barnet Copthall.
Ha 20.877 posti e il soprannome dato dai tifosi inglesi è The Vic.